# Joaquín María López de Andújar

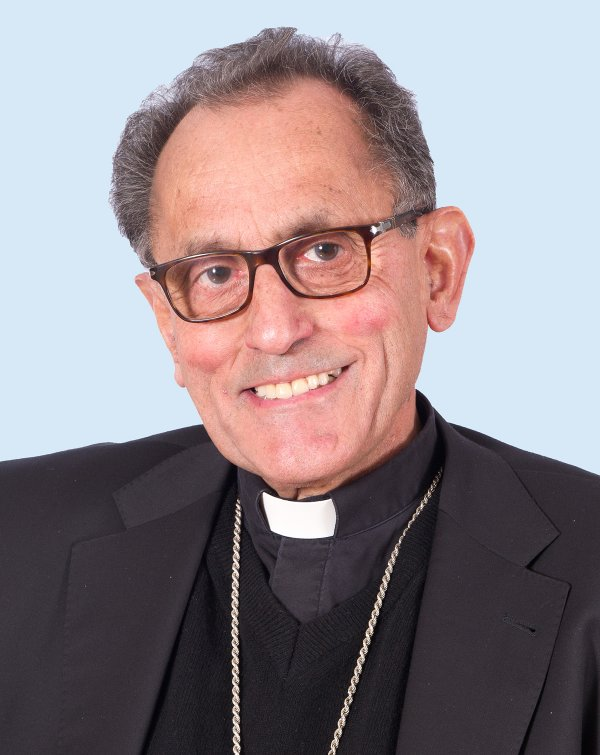
Bischof Joaquín María López de Andújar.

Bischofswappen von Joaquín María López de Andújar y Cánovas del Castillo

Joaquín María López de Andújar y Cánovas del Castillo (* 13. September 1942 in Madrid, Spanien) ist ein spanischer Geistlicher und emeritierter römisch-katholischer Bischof von Getafe.

## Leben
Joaquín María López de Andújar y Cánovas del Castillo, Enkel des spanischen Staatsmannes Antonio Cánovas del Castillo, studierte Philosophie und Theologie am Seminario Conciliar de Madrid und empfing am 30. November 1968 das Sakrament der Priesterweihe für das Erzbistum Madrid. Anschließend absolvierte er ein Studium der Rechtswissenschaften an der Universität Complutense Madrid. Er war Vikar an der Kirche Santa María la Mayor de Madrid und wurde 1976 Pfarrer von Nuestra Señora de África. 1978 wurde er Erzpriesters von San Roque. Der Kardinal-Erzbischof von Madrid, Ángel Suquía Goicoechea, ernannte ihn 1984 zum Bischofsvikar des Vikariats V von Madrid. 1992 wurde er Generalvikar in dem neuen Bistum Getafe.
Am 19. März 2001 ernannte ihn Papst Johannes Paul II. zum Titularbischof von Arcavica und bestellte ihn zum Weihbischof in Getafe. Der Bischof von Getafe, Francisco José Pérez y Fernández-Golfín, spendete ihm am 6. Mai desselben Jahres die Bischofsweihe; Mitkonsekratoren waren der Erzbischof von Madrid, Antonio María Kardinal Rouco Varela, und der emeritierte Erzbischof von Toledo, Marcelo Kardinal González Martín. Am 29. Oktober 2004 ernannte ihn Johannes Paul II. zum Bischof von Getafe. Die Amtseinführung erfolgte am 19. Dezember desselben Jahres.
Papst Franziskus nahm am 3. Januar 2018 seinen altersbedingten Rücktritt an.